# Neomyia semipunctata
Neomyia semipunctata är en tvåvingeart som först beskrevs av John Otterbein Snyder 1951.  Neomyia semipunctata ingår i släktet Neomyia och familjen husflugor.
Artens utbredningsområde är Liberia. Inga underarter finns listade i Catalogue of Life.